# Route nationale 116 (France)
Pour les articles homonymes, voir Route nationale 116.
 (juillet 2010).
La route nationale 116, ou RN 116, est une ancienne route nationale française reliant Perpignan à Bourg-Madame, dans le département des Pyrénées-Orientales.
D'une longueur totale d'un peu plus de 100 kilomètres, elle suit le cours de la Têt de la plaine littorale (à Perpignan) aux hauts plateaux de la Cerdagne et à la frontière espagnole à Bourg-Madame, où elle rejoint la RN 20.
Elle constitue de fait le seul lien entre la Cerdagne et la plaine littorale. La route a été coupée à plusieurs reprises en raison d'éboulements. À l'ouest de Prades, son caractère tourmenté lié à la difficulté du relief qu'elle traverse (nombreux virages, peu d'opportunités de dépassement) a nécessité divers projets d'aménagements, certains étant déjà en service et d'autres étant en projet.
Depuis le 1er janvier 2024, la gestion de cette route est transférée de l'État (Direction interdépartementale des Routes Sud-Ouest) au conseil départemental des Pyrénées-Orientales ; cette route s'appelle la RD 66.

## Histoire

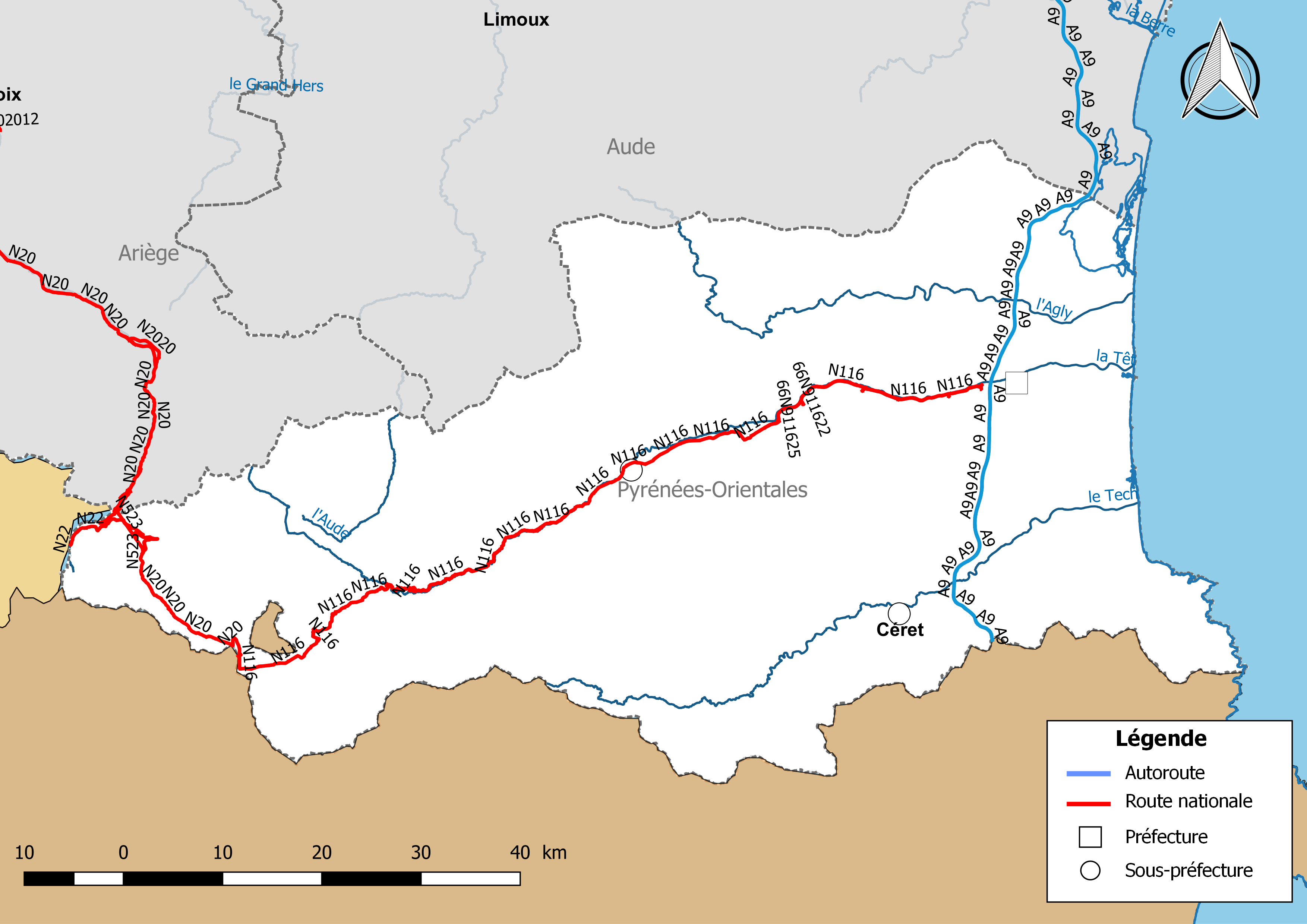
La RN 116 dans les Pyrénées-Orientales

La route est classée par décret du 16 décembre 1811 comme route impériale no 136 de Perpignan à Mont-Louis, Livia et en Espagne, par Puycerda,. En 1824, elle prend le numéro 116 sous la désignation de Perpignan à Mont-Louis et en Espagne,.
Le décret no 2005-1499 du 5 décembre 2005 maintient cette route dans le domaine routier national, au titre de la liaison entre Perpignan et l'Espagne.
Jusqu'en 2014, elle terminait son parcours à Bourg-Madame où elle se raccordait sur la nationale 20 vers Toulouse, Andorre et l'Espagne. Depuis cette date, elle reprend environ 1,5 km de l'ancienne RN20 vers le nord, cette dernière étant détournée pour suivre la route neutre.

### Transfert de la route
En 2021, un projet de loi (qui aboutira à la loi 3DS) proposait de transférer certaines routes nationales aux régions. La route nationale 116 devait être la première route à bénéficier de cette expérimentation, ce qui satisfaisait le sénateur LR François Calvet, justifiant le développement économique important et l'expérience territoriale.
Le 22 septembre 2022, le conseil départemental des Pyrénées-Orientales a voté pour le transfert de l'intégralité de la route nationale 116 au département, car entièrement située dans ce dernier et ce qui permettrait de faciliter l'entretien de la route, notamment pour le déneigement.
Une décision du 4 janvier 2023 (parue au Journal officiel le 8) officialise le transfert de la route nationale 116 en intégralité au département des Pyrénées-Orientales.
Depuis le 1er janvier 2024, la route est gérée par le département des Pyrénées-Orientales. Le numéro 916 ayant été déjà utilisé par une autre route — il s'agit, en fait, du tracé historique de la route passant notamment par Le Soler, Millas et Prades —, le département a décidé d'appeler RD 66 l'ancienne route nationale, en référence à la route 66 américaine et au code du département (une RD 66 existant déjà entre Néfiach et Ille-sur-Têt, celle-ci est renommée RD 66a).

## Exploitation
Depuis la constitution des directions interdépartementales des Routes (DIR) en 2006 et jusqu'en 2023, la route nationale 116 est gérée par la DIR Sud-Ouest.
Depuis le 1er janvier 2024, la route est gérée par le conseil départemental des Pyrénées-Orientales.

## Parcours

### Tracé de Perpignan à Bourg-Madame
Les communes traversées sont :
- Perpignan (km 0) ;
- Le Soler (km 5) ;
- Saint-Féliu-d'Avall (km 9) ;
- Saint-Féliu-d'Amont (km 11) ;
- Millas (km 14) ;
- Néfiach (km 16) ;
- Ille-sur-Têt (km 21) ;
- Vinça (km 30) ;
- Marquixanes (km 34) ;
- Prades (km 41) ;
- Ria-Sirach (km 43) ;
- Villefranche-de-Conflent (km 47) ;
- Serdinya (km 52) ;
- Joncet, commune de Serdinya ;
- Olette (km 56) ;
- Thuès-Entre-Valls (km 63) ;
- Fontpédrouse (km 67) ;
- Fetges, commune de Sauto ;
- Mont-Louis (km 76) ;
- col de la Perche ;
- Saillagouse (km 88) ;
- Palau, commune de Sainte-Léocadie (km 92) ;
- Nahuja (km 94) ;
- Bourg-Madame (km 97).

La route trouve son prolongement en Espagne par la N-260 qui va vers La Seu d'Urgell et qui permet de rejoindre Andorre plus facilement en période hivernale (pas de coupure sur cet axe).

### Voie express
- Giratoire avec la RD 900
- Aire de repos de Sainte-Eugénie (sens  Bourg-Madame - Perpignan) - fermée en 2010
- D 916 : Le Soler
- D 916 : Saint-Féliu-d'Avall, Pézilla-la-Rivière, Corneilla-la-Rivière
- D 916 : Saint-Féliu-d'Amont, Millas, Néfiach
- D 916 : Ille-sur-Têt, Néfiach, Sournia, Bélesta
- D 916 : Ille-sur-Têt, Thuir, Sournia, Bélesta
- Giratoire avec la RD 916 et la RD 16

## Projets
Si une partie de la route a été aménagée à 2 × 2 voies entre Perpignan et Ille-sur-Têt au début des années 2000 (premiers travaux au début des années 1990), la route reprend sa configuration à 2 × 1 voie pour devenir très sinueuse après Villefranche-de-Conflent. Des études, commencées en 1998, devraient permettre une amélioration de la desserte des hauts cantons.
Le prolongement de la voie express à 2 × 2 voies est prévu jusqu'à Prades. L'enquête publique a eu lieu en décembre 2006 - janvier 2007, les crédits ayant été semble-t-il débloqués pour lancer les travaux[pas clair].
L'achèvement du créneau de dépassement à l'ouest de Villefranche-de-Conflent est également prévu[réf. nécessaire], de même que la construction de deux nouveaux créneaux entre Villefranche et Mont-Louis.
Le village d'Olette devrait lui aussi être prochainement[Quand ?] dévié.
Une enveloppe de 100 millions d'euros, financée par l'État, la région Occitanie et le département des Pyrénées-Orientales va permettre la réalisation d'une série de travaux, tels que la sécurisation de carrefours, avec la construction de giratoires avec plusieurs routes départementales entre Ille-sur-Têt et Prades (carrefours giratoires de Rodes (RD 16) et de Vinça (RD 13, 13g et 25) en 2024 et de Los Masos (RD 24) et Eus avant 2030),.